# Лакен
Лакен (нидерл. Laken, фр. Laeken) — исторический район на севере Брюсселя.

## История

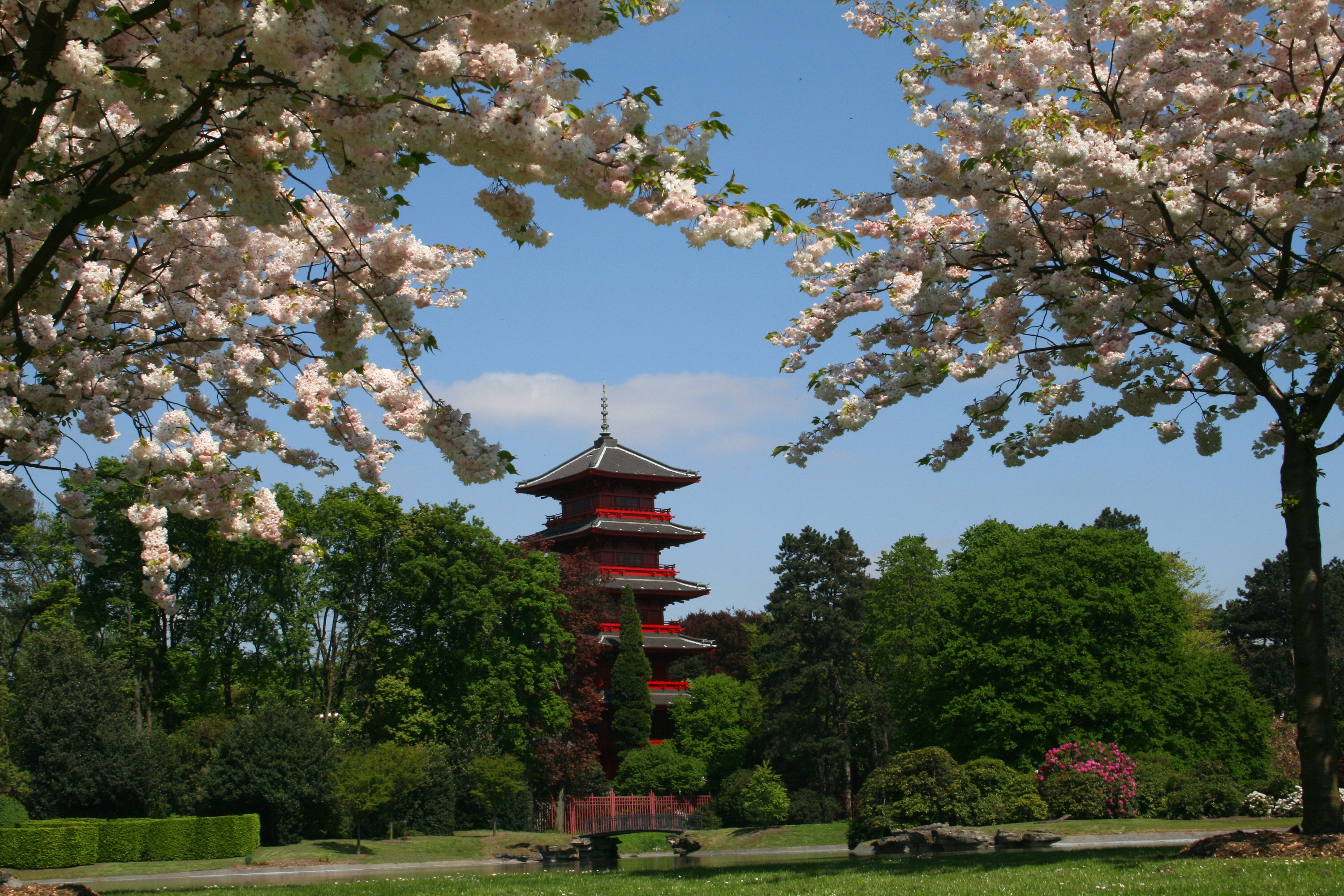
Японская пагода в саду Лакенского дворца

В 1782 году в Лакене построен Лакенский дворец, ныне резиденция бельгийской королевской фамилии. В состав дворцового комплекса входят также парк и оранжереи.
В 1854 году, после смерти своей жены Луизы Марии Орлеанской, король Леопольд I строит здесь собор-усыпальницу бельгийской королевской семьи, Церковь Богоматери (окончена в 1872 году, архитектор Жозеф Пуларт).
В 1906 году в Лакене проходит архитектурный конкурс проектов, а в 1907 году начинается строительство новой городской ратуши. В 1921 году Лакен был присоединен к новому муниципалитету Брюсселя
Ко Всемирной выставке 1958 года, проходившей в Брюсселе, в Лакене были построены символ бельгийской столицы Атомиум, парк Мини-Европа, а также стадион короля Бодуэна.

## Личности
- Эмиль Артс — велогонщик первой половины XX века, один из сильнейших трековиков Европы.

## Галерея

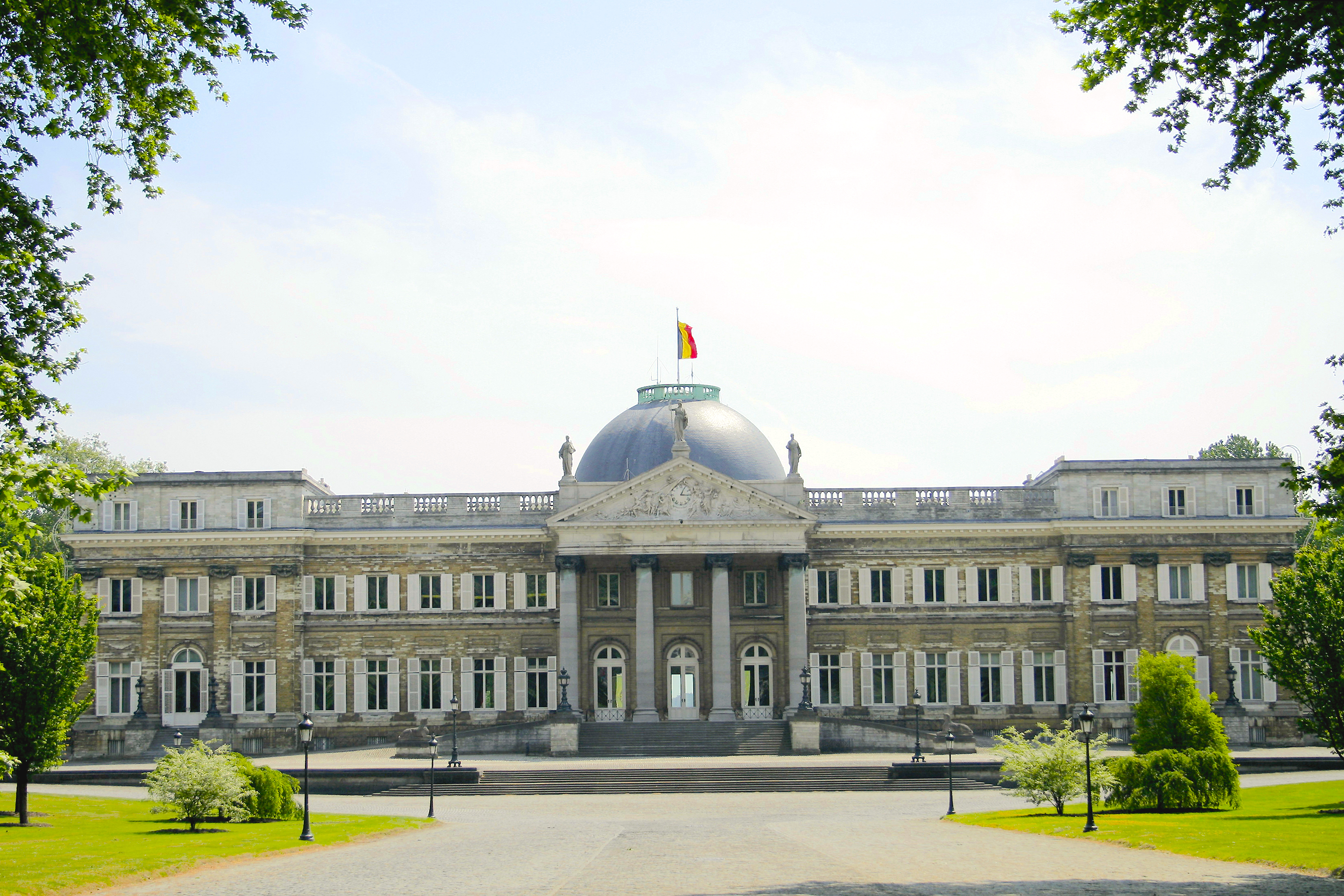
Дворец Лакен
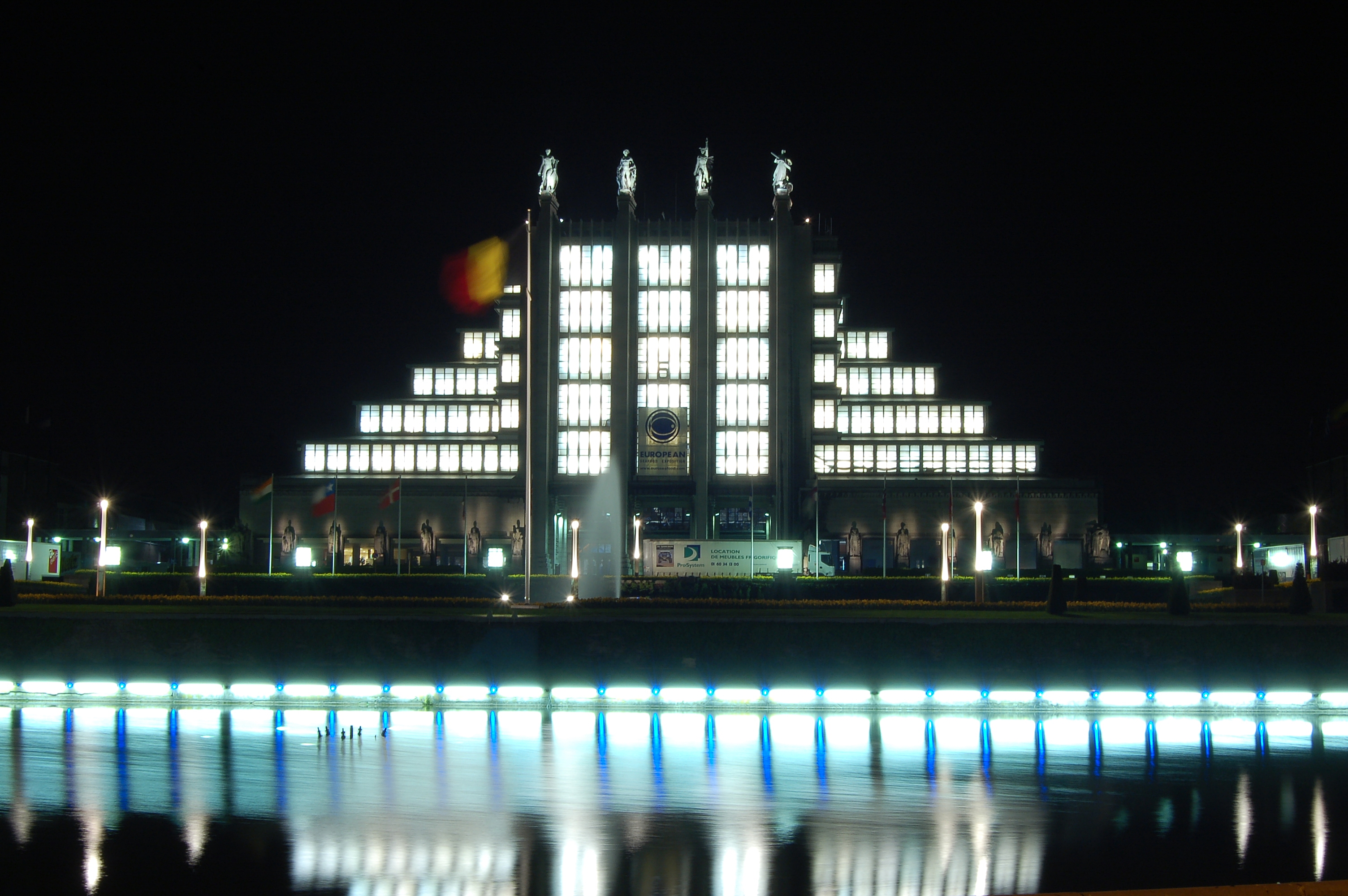
ЭКСПО-Выставочный центр Хейзел